# Wet and Dry (film 1917)
Wet and Dry è un cortometraggio muto del 1917 prodotto dalla Essanay di Chicago.
Terzo episodio della terza serie di The Mishaps of Musty Suffer.

## Produzione
Il film fu prodotto dalla Essanay Film Manufacturing Company.

## Distribuzione
Distribuito dalla K-E-S-E Service, il film - un cortometraggio di una bobina - uscì nelle sale cinematografiche USA il 15 aprile 1917.